# Wajdi Kechrida
Wajdi Kechrida (in arabo وجدي كشريدا‎?; Nizza, 5 novembre 1995) è un calciatore tunisino con cittadinanza francese, difensore dell'Al-Gharafa e della nazionale tunisina.

## Biografia
Kechrida è nato Nizza da una famiglia di origini tunisine.

## Carriera

### Club
Cresciuto nelle giovanili del Nizza, successivamente si è trasferito all'Étoile du Sahel, con cui ha esordito tra i professionisti nel 2016, e vi ha militato sino al 2021.
Il 31 luglio 2021 viene acquistato dalla Salernitana, fortemente voluto dall'allora Direttore Sportivo della Salernitana Angelo Mariano Fabiani. Con quest'ultima squadra fa la sua prima apparizione nella partita di Coppa Italia contro il Reggina, vinta per 2-0 dai granata, e il suo esordio in Serie A nella prima giornata di campionato contro il Bologna. Dopo avere trovato spazio nel girone d'andata, in quello di ritorno finisce ai margini della rosa con l'arrivo di Davide Nicola sulla panchina dei granata.
Il 29 agosto 2022 viene ceduto ai greci dell'Atromītos.

### Nazionale
Ha giocato nella nazionale tunisina Under-23.
Convocato per la prima volta in nazionale maggiore nel marzo 2019, il 22 dello stesso mese compie il proprio debutto in occasione della gara vinta 4-0 contro l'eSwatini, valevole per le qualificazioni alla Coppa d'Africa 2019. Convocato per la competizione continentale (disputata pochi mesi dopo la gara del suo esordio), viene impiegato come titolare sino ai quarti dal ct dei nordafricani Alain Giresse.

## Statistiche

### Presenze e reti nei club
Statistiche aggiornate al 13 novembre 2022.
| Stagione               | Squadra                | Campionato             | Campionato | Campionato | Coppe nazionali | Coppe nazionali | Coppe nazionali | Coppe continentali | Coppe continentali | Coppe continentali | Altre coppe | Altre coppe | Altre coppe | Totale | Totale |
| Stagione               | Squadra                | Comp                   | Pres       | Reti       | Comp            | Pres            | Reti            | Comp               | Pres               | Reti               | Comp        | Pres        | Reti        | Pres   | Reti   |
| ---------------------- | ---------------------- | ---------------------- | ---------- | ---------- | --------------- | --------------- | --------------- | ------------------ | ------------------ | ------------------ | ----------- | ----------- | ----------- | ------ | ------ |
| 2016-2017              | Étoile du Sahel        | L1                     | 5+6        | 0          | CT              | 2               | 0               | CCL                | 4                  | 0                  | -           | -           | -           | 16     | 0      |
| 2017-2018              | Étoile du Sahel        | L1                     | 9          | 0          | CT              | 3               | 1               | CCL                | 8                  | 0                  | -           | -           | -           | 20     | 1      |
| 2018-2019              | Étoile du Sahel        | L1                     | 13         | 0          | CT              | 4               | 0               | ACC+CC             | 4+11               | 0+1                | -           | -           | -           | 32     | 1      |
| 2019-2020              | Étoile du Sahel        | L1                     | 20         | 0          | CT              | 2               | 0               | CCL                | 7                  | 0                  | -           | -           | -           | 29     | 0      |
| 2020-2021              | Étoile du Sahel        | L1                     | 20         | 1          | CT              | 2               | 0               | CC                 | 8                  | 1                  | -           | -           | -           | 30     | 2      |
| Totale Étoile du Sahel | Totale Étoile du Sahel | Totale Étoile du Sahel | 67+6       | 1          |                 | 13              | 1               |                    | 42                 | 2                  |             | -           | -           | 128    | 4      |
| 2021-2022              | Salernitana            | A                      | 17         | 0          | CI              | 2               | 0               | -                  | -                  | -                  | -           | -           | -           | 19     | 0      |
| ago. 2022              | Salernitana            | A                      | 0          | 0          | CI              | 1               | 0               | -                  | -                  | -                  | -           | -           | -           | 1      | 0      |
| Totale Salernitana     | Totale Salernitana     | Totale Salernitana     | 17         | 0          |                 | 3               | 0               |                    | -                  | -                  |             | -           | -           | 20     | 0      |
| ago. 2022-2023         | Atromītos              | SL                     | 10         | 1          | CG              | 0               | 0               | -                  | -                  | -                  | -           | -           | -           | 10     | 1      |
| Totale carriera        | Totale carriera        | Totale carriera        | 100        | 2          |                 | 16              | 1               |                    | 42                 | 2                  |             | -           | -           | 158    | 5      |

### Cronologia presenze e reti in nazionale
| Cronologia completa delle presenze e delle reti in nazionale ― Tunisia | Cronologia completa delle presenze e delle reti in nazionale ― Tunisia | Cronologia completa delle presenze e delle reti in nazionale ― Tunisia | Cronologia completa delle presenze e delle reti in nazionale ― Tunisia | Cronologia completa delle presenze e delle reti in nazionale ― Tunisia | Cronologia completa delle presenze e delle reti in nazionale ― Tunisia | Cronologia completa delle presenze e delle reti in nazionale ― Tunisia | Cronologia completa delle presenze e delle reti in nazionale ― Tunisia |
| Data                                                                   | Città                                                                  | In casa                                                                | Risultato                                                              | Ospiti                                                                 | Competizione                                                           | Reti                                                                   | Note                                                                   |
| ---------------------------------------------------------------------- | ---------------------------------------------------------------------- | ---------------------------------------------------------------------- | ---------------------------------------------------------------------- | ---------------------------------------------------------------------- | ---------------------------------------------------------------------- | ---------------------------------------------------------------------- | ---------------------------------------------------------------------- |
| 22-3-2019                                                              | Radès                                                                  | Tunisia                                                                | 4 – 0                                                                  | eSwatini                                                               | Qual. Coppa d'Africa 2019                                              | -                                                                      |                                                                        |
| 11-6-2019                                                              | Varaždin                                                               | Croazia                                                                | 1 – 2                                                                  | Tunisia                                                                | Amichevole                                                             | -                                                                      | 88’                                                                    |
| 17-6-2019                                                              | Radès                                                                  | Tunisia                                                                | 2 – 1                                                                  | Burundi                                                                | Amichevole                                                             | -                                                                      | 46’                                                                    |
| 24-6-2019                                                              | Suez                                                                   | Tunisia                                                                | 1 – 1                                                                  | Angola                                                                 | Coppa d'Africa 2019 - 1º turno                                         | -                                                                      |                                                                        |
| 28-6-2019                                                              | Suez                                                                   | Tunisia                                                                | 1 – 1                                                                  | Mali                                                                   | Coppa d'Africa 2019 - 1º turno                                         | -                                                                      |                                                                        |
| 2-7-2019                                                               | Suez                                                                   | Mauritania                                                             | 0 – 0                                                                  | Tunisia                                                                | Coppa d'Africa 2019 - 1º turno                                         | -                                                                      |                                                                        |
| 8-7-2019                                                               | Ismailia                                                               | Ghana                                                                  | 1 – 1 dts (4 – 5 dtr)                                                  | Tunisia                                                                | Coppa d'Africa 2019 - Ottavi di finale                                 | -                                                                      |                                                                        |
| 11-7-2019                                                              | Il Cairo                                                               | Madagascar                                                             | 0 – 3                                                                  | Tunisia                                                                | Coppa d'Africa 2019 - Quarti di finale                                 | -                                                                      |                                                                        |
| 12-10-2019                                                             | Radès                                                                  | Tunisia                                                                | 0 – 0                                                                  | Camerun                                                                | Amichevole                                                             | -                                                                      |                                                                        |
| 20-10-2019                                                             | Salé                                                                   | Libia                                                                  | 1 – 2                                                                  | Tunisia                                                                | Qualif. CHAN 2020                                                      | -                                                                      |                                                                        |
| 9-10-2020                                                              | Tunisi                                                                 | Tunisia                                                                | 3 – 0                                                                  | Sudan                                                                  | Amichevole                                                             | -                                                                      |                                                                        |
| 17-11-2020                                                             | Dar es Salaam                                                          | Tanzania                                                               | 1 – 1                                                                  | Tunisia                                                                | Qual. Coppa d'Africa 2021                                              | -                                                                      | 78’                                                                    |
| 28-3-2021                                                              | Radès                                                                  | Tunisia                                                                | 2 – 1                                                                  | Guinea Equatoriale                                                     | Qual. Coppa d'Africa 2021                                              | -                                                                      |                                                                        |
| 5-6-2021                                                               | Tunisi                                                                 | Tunisia                                                                | 1 – 0                                                                  | RD del Congo                                                           | Amichevole                                                             | -                                                                      |                                                                        |
| 15-6-2021                                                              | Radès                                                                  | Tunisia                                                                | 1 – 0                                                                  | Mali                                                                   | Amichevole                                                             | -                                                                      | 70’                                                                    |
| 3-9-2021                                                               | Radès                                                                  | Tunisia                                                                | 3 – 0                                                                  | Guinea Equatoriale                                                     | Qual. Mondiali 2022                                                    | -                                                                      | 46’                                                                    |
| 7-10-2021                                                              | Radès                                                                  | Tunisia                                                                | 3 – 0                                                                  | Mauritania                                                             | Qual. Mondiali 2022                                                    | -                                                                      |                                                                        |
| 13-11-2021                                                             | Malabo                                                                 | Guinea Equatoriale                                                     | 1 – 0                                                                  | Tunisia                                                                | Qual. Mondiali 2022                                                    | -                                                                      | 90’                                                                    |
| 16-11-2022                                                             | Al Rayyan                                                              | Tunisia                                                                | 2 – 0                                                                  | Iran                                                                   | Amichevole                                                             | -                                                                      |                                                                        |
| 22-11-2022                                                             | Al Rayyan                                                              | Danimarca                                                              | 0 – 0                                                                  | Tunisia                                                                | Mondiali 2022 - 1º turno                                               | -                                                                      | 88’                                                                    |
| 26-11-2022                                                             | Al Wakrah                                                              | Tunisia                                                                | 0 – 1                                                                  | Australia                                                              | Mondiali 2022 - 1º turno                                               | -                                                                      | 73’                                                                    |
| 30-11-2022                                                             | Al Rayyan                                                              | Tunisia                                                                | 1 – 0                                                                  | Francia                                                                | Mondiali 2022 - 1º turno                                               | -                                                                      | 28’                                                                    |
| 24-3-2023                                                              | Radès                                                                  | Tunisia                                                                | 3 – 0                                                                  | Libia                                                                  | Qual. Coppa d'Africa 2023                                              | -                                                                      | 87’                                                                    |
| 28-3-2023                                                              | Bengasi                                                                | Libia                                                                  | 0 – 1                                                                  | Tunisia                                                                | Qual. Coppa d'Africa 2023                                              | -                                                                      | 85’                                                                    |
| 17-6-2023                                                              | Malabo                                                                 | Guinea Equatoriale                                                     | 1 – 0                                                                  | Tunisia                                                                | Qual. Coppa d'Africa 2023                                              | -                                                                      |                                                                        |
| 20-6-2023                                                              | Annaba                                                                 | Algeria                                                                | 1 – 1                                                                  | Tunisia                                                                | Amichevole                                                             | -                                                                      | 70’                                                                    |
| 12-9-2023                                                              | Il Cairo                                                               | Egitto                                                                 | 1 – 3                                                                  | Tunisia                                                                | Amichevole                                                             | -                                                                      | 90+2’                                                                  |
| 13-10-2023                                                             | Seul                                                                   | Corea del Sud                                                          | 4 – 0                                                                  | Tunisia                                                                | Amichevole                                                             | -                                                                      |                                                                        |
| 17-11-2023                                                             | Radès                                                                  | Tunisia                                                                | 4 – 0                                                                  | São Tomé e Príncipe                                                    | Qual. Mondiali 2026                                                    | -                                                                      |                                                                        |
| 21-11-2023                                                             | Lilongwe                                                               | Malawi                                                                 | 0 – 1                                                                  | Tunisia                                                                | Qual. Mondiali 2026                                                    | -                                                                      |                                                                        |
| 6-1-2024                                                               | Radès                                                                  | Tunisia                                                                | 0 – 0                                                                  | Mauritania                                                             | Amichevole                                                             | -                                                                      |                                                                        |
| 10-1-2024                                                              | Radès                                                                  | Tunisia                                                                | 2 – 0                                                                  | Capo Verde                                                             | Amichevole                                                             | -                                                                      | 78’                                                                    |
| 16-1-2024                                                              | Korhogo                                                                | Tunisia                                                                | 0 – 1                                                                  | Namibia                                                                | Coppa d'Africa 2023 - 1º turno                                         | -                                                                      |                                                                        |
| 20-1-2024                                                              | Korhogo                                                                | Tunisia                                                                | 1 – 1                                                                  | Mali                                                                   | Coppa d'Africa 2023 - 1º turno                                         | -                                                                      |                                                                        |
| 24-1-2024                                                              | Korhogo                                                                | Sudafrica                                                              | 0 – 0                                                                  | Tunisia                                                                | Coppa d'Africa 2023 - 1º turno                                         | -                                                                      |                                                                        |
| 23-3-2024                                                              | Il Cairo                                                               | Tunisia                                                                | 0 – 0 (4 – 5 dtr)                                                      | Croazia                                                                | Amichevole                                                             | -                                                                      | 18’                                                                    |
| 26-3-2024                                                              | Il Cairo                                                               | Nuova Zelanda                                                          | 0 – 0 (2 – 4 dtr)                                                      | Tunisia                                                                | Amichevole                                                             | -                                                                      |                                                                        |
| 15-10-2024                                                             | Abidjan                                                                | Comore                                                                 | 1 – 1                                                                  | Tunisia                                                                | Qual. Coppa d'Africa 2025                                              | -                                                                      | 68’                                                                    |
| 14-11-2024                                                             | Pretoria                                                               | Madagascar                                                             | 2 – 3                                                                  | Tunisia                                                                | Qual. Coppa d'Africa 2025                                              | -                                                                      | 74’, 89’                                                               |
| Totale                                                                 |                                                                        | Presenze                                                               | 39                                                                     |                                                                        | Reti                                                                   | 0                                                                      |                                                                        |